# Diego Velázquez
Diego Rodríguez de Silva y Velázquez (Sevilha, 6 de junho de 1599 – Madrid, 6 de agosto de 1660) foi um pintor espanhol e principal artista da corte do rei Filipe IV de Espanha. Era um artista individualista do período barroco contemporâneo, importante como um retratista. Além de inúmeras interpretações de cenas de significado histórico e cultural, pintou inúmeros retratos da família real espanhola, outras notáveis figuras europeias e plebeus, culminando na produção de sua obra-prima, Las Meninas (1656).
Desde o primeiro quarto do século XIX, a obra de Velázquez foi um modelo para os pintores realistas e impressionistas, em especial Édouard Manet que chegou a afirmar que Velázquez era o "pintor dos pintores". Desde essa época, os artistas mais modernos, incluindo os espanhóis Pablo Picasso e Salvador Dalí, bem como o pintor anglo-irlandês Francis Bacon, que homenageou Velázquez recriando várias de suas obras mais famosas.
A grande maioria dos seus quadros estão no Museu do Prado.
Possui ascendência judaica-portuguesa pelo lado dos seus avós paternos.

## Biografia

### Família e infância

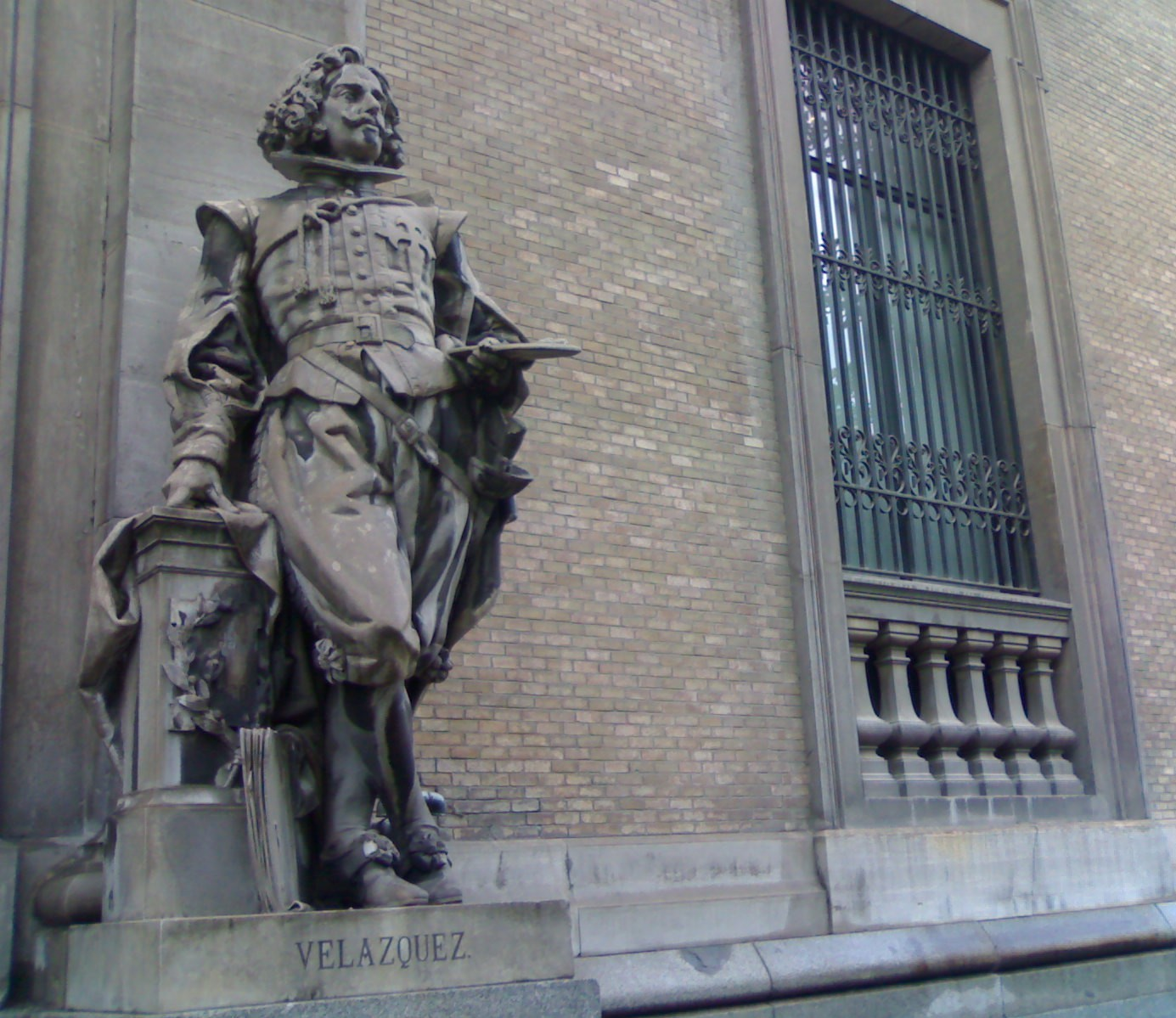
Diego Velázquez foi um artista tecnicamente formidável, e na opinião de muitos críticos de arte, insuperável pintor de retratos.

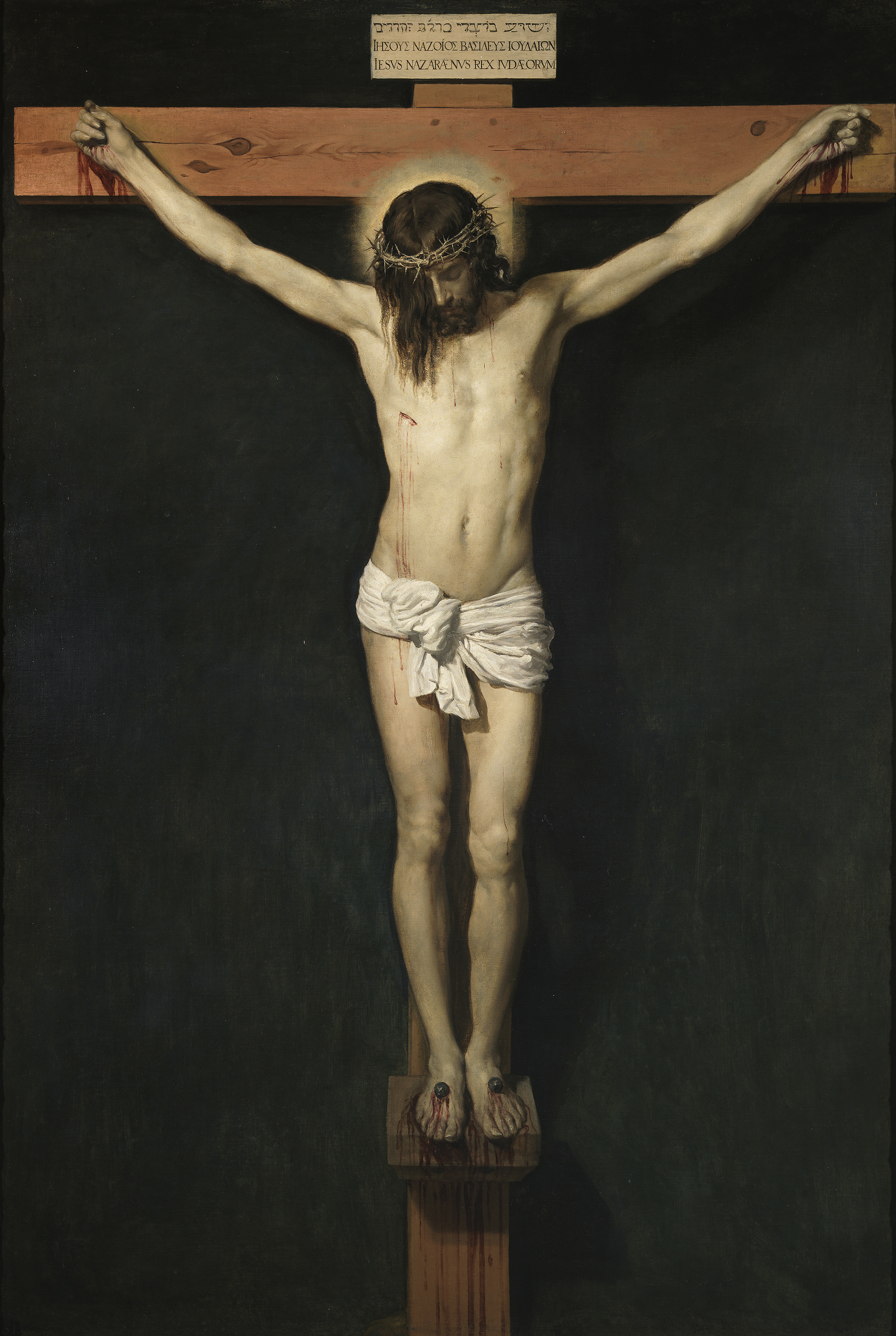
A crucificação de Jesus Cristo, c.1632
Museu do Prado

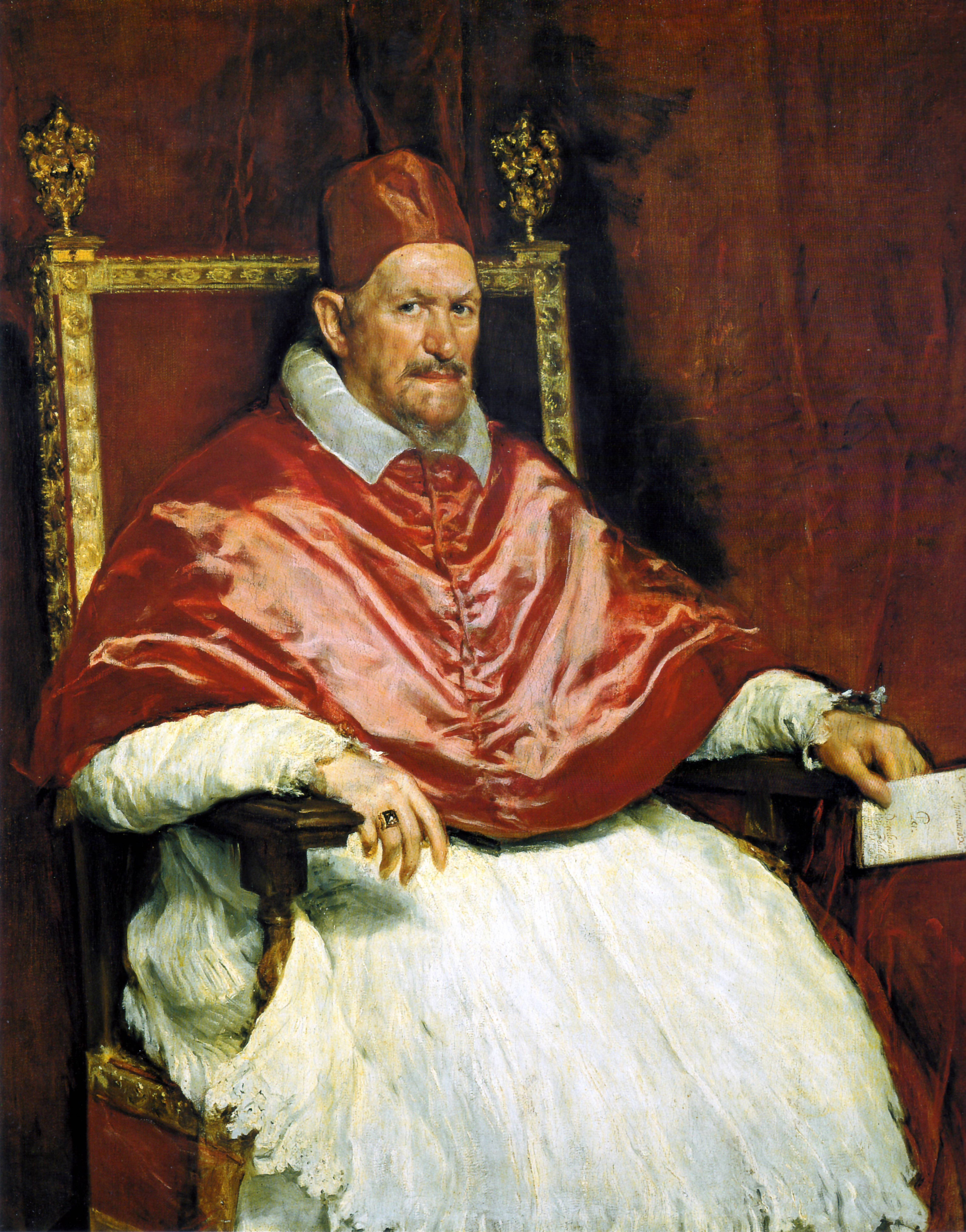
Papa Inocêncio X, 1650
Galeria Doria Pamphilj

Filho de um advogado nobre, João Rodrigues da Silva, nascido no Porto em 1574, Velázquez levou o prenome do avô paterno que, em 1581, deixou Portugal (era originário do Porto) para instalar-se com sua esposa (Maria Rodrigues) e seu jovem filho, em Sevilha, onde Diego nasceu a 6 de Junho de 1599 e batizou-se. Provavelmente nasceu no dia anterior ao do seu batismo, ou seja, 5 de Junho de 1599 Sua mãe era de origem sevilhana. Ele era o mais velho de oito irmãos.

### Juventude e estudos
Em 1609, sua família percebeu sua vocação e, ainda jovem, Velázquez foi levado para estudar com Francisco Herrera, o Velho, prestigioso pintor sevilhano naturalista apaixonado pela arte de Caravaggio. Em dezembro do mesmo ano, entrou como aprendiz no estúdio de Francisco Pacheco del Río e, em 1611, o pai assinou, em seu nome, um contrato de aprendizado por seis anos (que acabou em 1617) com Pacheco, após o que seria submetido a exame, constituído por uma prova teórica e uma prova prática de pintura a óleo. Em Sevilha, a comunidade artística era regida por uma espécie de confraria. A corporação de São Lucas era controlada por Pacheco e Juan de Uceda. Depois de passar pelos exames, Velázquez precisava jurar fidelidade aos estatutos da organização. Só então teria o direito de praticar a arte.
No ano de 1617 criou a sua própria oficina de trabalho em Sevilha.

### Primeiros trabalhos
Em seus primeiros trabalhos é possível notar contraste entre zonas escuras e zonas iluminadas por um único foco de luz, uma tentativa de ressaltar volumes e relevos. Esta técnica era característica do tenebrismo e tinha como principal artista Caravaggio, muito conhecido pelo seu sarcasmo. Um exemplo de destaque deste período seria Adoração dos Reis Magos (1619).
Como um pintor de retratos inspirado no tenebrismo buscava mostrar os detalhes de cada modelo. Sendo que seu diferencial era não prender-se apenas ao cômico ou ao grotesco dos personagens, retratando todos respeitosamente e destacando a individualidade de cada um.
Casou com a filha do seu professor Francisco Pacheco, Juana Pacheco em  1618, no mesmo ano nasce a sua primeira filha, Francisca, em Sevilha, logo Velázquez iria se unir a Diego de Melgar, com quem foi para Madrid e mais tarde casar-se com o pintor Martínez del Mazo. A personalidade do seu mestre, Pacheco, tido como pintor medíocre, mas teórico interessante, forneceu uma sólida formação técnica a Velázquez e acesso a um meio que revelou-se valioso para a sua profissão. Pacheco encarregou Velázquez, em sua primeira viagem a Madrid, de encontrar Luís de Góngora, o poeta, e de fazer seu retrato. Durante a viagem, na companhia do poeta Francisco de Rioja, seu discípulo e servo - membro da academia sevilhana de Pacheco, foi apresentado a Gaspar de Guzmán conde-duque de Olivares, também sevilhano. A partir daí, Velázquez tem acesso às coleções reais.

### Família real
Em 1622, faz a sua primeira viagem para Madri. Em 1623 faz a sua segunda viagem com o propósito de retratar Felipe IV. Em 1623, um ano depois da morte de Rodrigo de Villandrano, um dos cinco pintores do rei, Felipe IV nomeia-o pintor oficial da corte por intermédio do ministro real, o conde Olivares, que se torna seu protetor.
O resultado foi um retrato equestre do rei, o qual ficou maravilhado e concedeu na mesma hora a Velázquez o posto de pintor de câmara da corte real. Pena que o paradeiro desta obra seja desconhecido.
Seu ingresso na corte foi o primeiro passo para cumprir seus objetivos dentro da pintura e de sua vida social. Tinha um recurso único que era a permissão de poder visitar sempre que quisesse o acervo real de obras-primas. No período de (1628-1629) conheceu o grande mestre do barroco Peter Paul Rubens, que também era membro da corte. Conhecer Rubens motivou Velázquez a pintar cenas mitológicas

### Primeira viagem à Itália
Foi pela primeira vez à Itália em 1629, onde permaneceu um ano e meio e visitou os mais importantes centros culturais da Itália, descobriu o colorido da escola veneziana e copiou e estudou, entre outros, Ticiano, Tintoretto e Veronese, foi a Nápoles encontrar-se com Ribera. A viagem intensificou o realismo de Velázquez, como demonstram duas de suas mais importantes composições, "A forja de Vulcano" (1630) e "A túnica ensanguentada de José levada a Jacó" (1630). Por sua composição, ambas as telas revelam a influência de El Greco, pelo qual Velázquez nutria intensa admiração. Entre a produção dessa época destaca-se também "Crucifixão" (cerca de 1630); tipicamente espanhola, trata-se de uma composição sombria, que nada deve às representações italianas, e cujo realismo ultrapassa todas as convenções.

### Período entre as viagens
Obrigado a regressar à Espanha em 1631, por problemas de saúde, Velázquez retomou suas funções e deu início à fase mais produtiva de sua carreira, marcada não apenas pelos retratos de personagens da corte, mas também por trabalhos com temas históricos, mitológicos e religiosos. Para a redecoração do palácio de Bom Retiro, realizou diversos retratos equestres de Felipe IV e sua única obra com tema histórico, A Rendição de Breda (1634). Também conhecida como "As lanças", a obra é considerada por grande parte dos críticos como a mais perfeitamente equilibrada do artista.
Ao voltar de viagem, executou trabalhos religiosos e profanos, assim como retratos equestres do rei e do infante. Sucederam-se as obras-primas como Cavalo Branco, os retratos de bobos da corte e as efígies de Esopo e de Menippe.
Em 1643, Velázquez foi levado para um cargo administrativo, devido à queda do conde-duque de Olivares. Isso criou um ponto alto na sua obra.
Em 1647 ele foi encarregado de um projeto para modernizar o palácio de Alcázar de idade.

### Segunda viagem à Itália
Em 1649, Velázquez fez uma segunda viagem à Itália para comprar pinturas de Ticiano, Tintoretto e Paolo Veronese e esculturas e manter-se a par da evolução da arte italiana. Lá em Roma, ele pintou três quadros, incluindo um do Papa Inocêncio X (pintura de 1650) notável pela sua severidade e que tornou-se mais tarde uma obsessão na obra de Francis Bacon. Ele também teve um caso, resultando em um filho ilegítimo que atrasou consideravelmente seu retorno à Espanha - para grande desgosto do rei. Enquanto isso, ele também pintou o famoso quadro Vênus do espelho para um nobre espanhol importante, o Marquês de Eliche. Em 1650, tornou-se membro da Escola de Arte Romana. Na Itália, foi nomeado membro das academias romanas de São Lucas e d'os Virtuosos do Panteão.

### Retorno a Madrid e idade de ouro
De volta a Madrid em 1651, foi encarregado da decoração de todos os palácios reais, mas prosseguiu com seus trabalhos de pintura, embora em ritmo menos acelerado. São dessa época os retratos da rainha D. Mariana (1652-1653) e da infanta D. Maria Teresa (1652-1653), que mais tarde se tornaria rainha da França. Por volta de 1655, pintou o primeiro quadro na história da arte dedicado ao trabalho, "As fiandeiras", que teve suas proporções definidas com base na observação de Velázquez das composições do teto da capela Sistina.
Em 1656, pintou Las Meninas, composição de extrema complexidade que culmina a série dos quadros da corte. É a síntese de seu realismo e de seu idealismo, tanto no sentido das proporções ideais como no do espírito aristocrático. A composição contrasta o grupo circular das figuras em cena e as linhas verticais que tendem para cima. Igual contraste se nota entre os fundos escuros e a luz que envolve as figuras. A infanta Margarida Maria é o centro ideal da composição e em torno dela giram as outras figuras, inclusive o próprio Velázquez, autorretratado. A cena parece inesperada e espontânea, a infanta e suas damas de honra o veem pintar o rei e a rainha, vistos apenas refletidos num espelho ao fundo—apesar da hierarquia calculada do conjunto, com o artista em discreto segundo plano. Em 1659 Velázquez adquire o título de Cavaleiro da Ordem de Santiago.

## Últimos trabalhos e morte

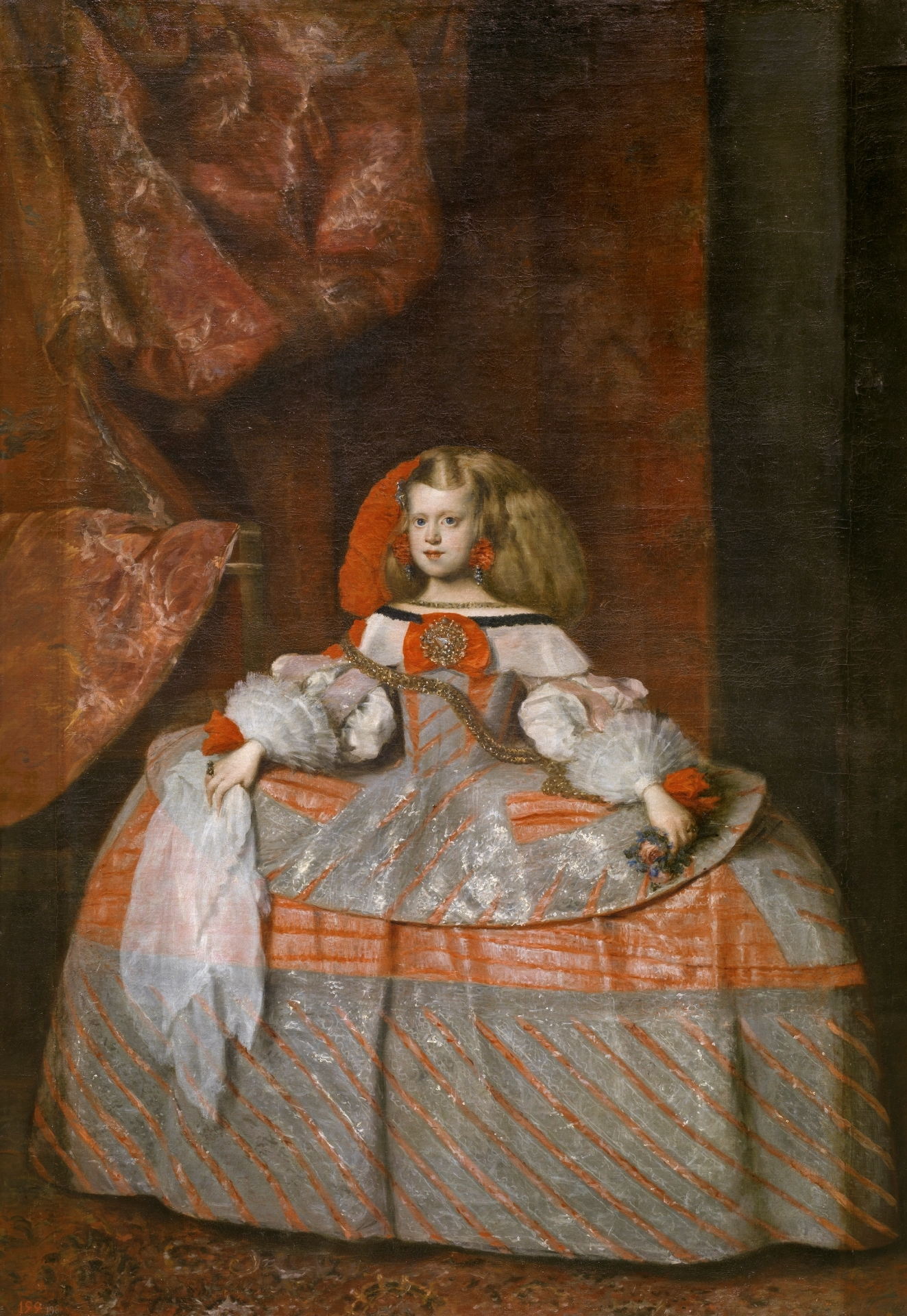
Infanta Margarida da Áustria, 1665
Juan Bautista Martínez del Mazo
antigamente atribuída a Velazquez
Museu do Prado

Em 1660, Velazquez tinha o encargo da sua última e maior cerimónia - o casamento da infanta D. Maria Teresa de Luís XIV de França. Este foi um dos trabalhos mais elaborados. Desgastado por esses trabalhos, Velazquez contraiu uma febre que o fez morrer a 6 de agosto em Madrid.

### Legado
A sua fama veio logo após sua morte, começando no início do século XIX, quando se provou um modelo para os artistas realistas e impressionistas, em especial para Edouard Manet. Sua influência estendeu-se para artistas como Pablo Picasso e Salvador Dali.
Até o interesse por Velázquez no século XIX, suas pinturas situadas nos palácios e o museu de Madrid foram pouco conhecidas pelo mundo exterior; elas escaparam do roubo pelos soldados franceses durante a Guerra Peninsular. Em 1828, sir David Wilkie escreveu de Madrid que ele próprio sentiu a presença de um novo poder na arte quando observou os trabalhos de Velázquez, passando a usar um estilo mais variado e ousado da cor.

#### Descendentes
Através de sua filha Francisca de Silva Velázquez y Pacheco (1619–1658), Velázquez é um ancestral dos nobres Marqueses de Monteleone, que inclui Enriqueta Casado de Monteleone (1725–1761), que casou-se em 1746 com Henrique VI, Conde de Reuss-Köstritz (1707–1783). Essa união também fez de Velázquez um ancestral comum dos reis Filipe VI da Espanha, Guilherme Alexandre dos Países Baixos, Carlos XVI Gustavo da Suécia e Alberto II da Bélgica, do príncipe Hans-Adam II do Liechtenstein, e do grão-duque Henrique de Luxemburgo.

## Obras
- As Meninas (1656) - obra-prima de Velázquez em que aparece a infanta Margarida, suas damas de honra e o próprio pintor[1][3]
- Vénus ao Espelho(1647-1651)[1]
- Retrato do Papa Inocêncio X (1650) (exposto na Galeria Doria Pamphilj)[1]
- Retrato de Filipe IV
- Retrato do Conde-Duque de Olivares
- Infanta Margarida da Áustria
- Juan Martínez Montañéz
- Cristo na casa de Marta e Maria (1618)[1]
- A forja de Vulcano (1630)[1][3]
- O Príncipe Baltasar Carlos com seu anão (1631)
- A rendição de Breda (1634-1645)[1]
- Isabel de Bourbon
- A Coroação da Virgem
- Os bebedores (1628-1821) - também conhecido como os "borrachos" ou "O triunfo de Baco"[1]
- As Fiandeiras (c. 1657)[3]
- Dona Maria da Áustria, rainha da Hungria
- O bobo Sebastián de Morra
- Santa Rufina

|  | As Meninas, 1656 Mais conhecida como Las Meninas esta obra é uma das mais importantes e a mais famosa. Utilizou sua iluminação característica, introduziu um auto-retrato e sua técnica de quadro dentro do quadro. |  | Vénus olhando-se ao Espelho, 1644-48 Esta obra gerou uma certa polêmica na época, pois não era comum retratar nu feminino, nem mesmo de uma figura mitológica. |

|  | A Rendição de Breda, 1634-35 Museu do Prado, Madri |